# فيلي إيرفين
فيلي إيرفين (بالإنجليزية: Willie Irvin)‏ هو لاعب كرة قدم أمريكية أمريكي، ولد في 3 يناير 1930 في سانت أوغسطين في الولايات المتحدة.

## وصلات خارجية
- فيلي إيرفين على موقع مرجع كرة القدم المحترفة.كوم (الإنجليزية)